# Susan Howard
Jeri Lynn Mooney (28 de enero de 1944), más conocida por su nombre artístico Susan Howard, es una actriz, guionista y activista política estadounidense. Interpretó a Donna Culver Krebbs en la serie de televisión Dallas (1979–1987), para la cual escribió también un par de episodios, y coprotagonizó la serie Petrocelli (1974–1976).

## Biografía
Jeri Lynn Mooney nació en Marshall, Texas, hija de Cassell C. y Melba Ruth "Peg" Mooney. Tiene un hermano mayor, James. Su familia es de ascendencia irlandesa, originaria de Cork. Mooney fue reconocida por su talento interpretativo mientras crecía en Marshall. Ganó el premio de la Liga Interescolar Universitaria a la mejor actriz cuando estaba en el instituto. Tras graduarse del instituto de Marshall en 1960, asistió a la Universidad de Texas durante dos años, donde estudió arte dramático y fue miembro de la hermandad Gamma Phi Beta. Posteriormente se mudó a Los Ángeles para convertirse en estudiante de interpretación en la compañía Los Angeles Repertory. Más tarde adoptó el nombre artístico de Susan Howard, ya que su padre la había apodado Susie y Howard era un nombre de familia.
Durante los años 1960 y principios de los 70 tuvo una serie de apariciones como actriz invitada en diferentes programas de televisión, como The Flying Nun (1967), Mi bella genio (1968), Bonanza (1969), Mannix (1969), Misión imposible (1972) y Columbo (1972). También apareció en Star Trek: la serie original, donde interpretó a la primera mujer klingon ("Mara") en el episodio "El día de la paloma".
En 1973, apareció como Evan Sands en la serie Griff, de Lorne Greene, en el episodio "Who Framed Billy the Kid?", con Nick Nolte como Billy Randolph.
Al año siguiente fue elegida como coprotagonista de la serie Petrocelli.: 828  Su actuación fue nominada a los premios Globo de Oro y Emmy. Sin embargo, a pesar de esos reconocimientos la serie fue cancelada en 1976. En 1978 interpretó a Susan, la hija del profesor Kingsfield en el episodio 10 de la primera temporada de The Paper Chase.: 809 
En 1979, apareció en Dallas como Donna Culver. Su actuación fue bien recibida por los productores, que ampliaron su papel de actriz invitada a un periodo de ocho años. Además, fue la única miembro del reparto de Dallas que escribió guiones para la serie (los episodios "Sitting Ducks" y "The Ten Percent Solution"). En 1987, la serie decidió no renovar su contrato. Ella atribuyó esta decisión a su oposición a lo que consideraba historias a favor del aborto en las que participaba su personaje.

## Vida personal
Howard estuvo casada con el actor Charles Howerton entre 1962 y 1964. Tuvieron una hija, Lynn. En 1974, se casó con el ejecutivo de cine independiente Calvin Chrane. Ambos viven en Boerne, Texas, desde 1998.

## Pensamiento político
Desde que dejó la televisión, Howard se ha convertido en una defensora cada vez más activa de las causas políticas conservadoras, especialmente del derecho a poseer armas. En 1989, fue copresentadora del programa de televisión The 700 Club. Howard ha participado activamente en la dirección tanto de la Asociación Nacional del Rifle (NRA) como del Partido Republicano de Texas. Además, ha sido comisionada del Departamento de Parques y Vida Silvestre de Texas y de la Comisión de las Artes de Texas. Se involucró en la NRA tras conocer al vicepresidente ejecutivo Wayne LaPierre en la Convención Nacional Republicana de 1988 en Nueva Orleans.

## Premios
| Año  | Premio                   | Categoría                                     | Obra       | Resultado |
| ---- | ------------------------ | --------------------------------------------- | ---------- | --------- |
| 1976 | Premios Globo de Oro     | Mejor actriz de reparto - Serie de televisión | Petrocelli | Nominada  |
| 1976 | Premios Emmy             | Mejor actriz de reparto - Serie dramática     | Petrocelli | Nominada  |
| 1986 | Soap Opera Digest Awards | Mejor actriz de reparto                       | Dallas     | Ganadora  |
| 1988 | Soap Opera Digest Awards | Mejor actriz de reparto                       | Dallas     | Nominada  |